# Bartlehiem
Bartlehiem (Friese uitspraak: [batələ’hi.əm]) is een buurtschap in de gemeente Tietjerksteradeel, in de Nederlandse provincie Friesland. Bartlehiem ligt ten noorden van Leeuwarden tussen Stiens en Oudkerk en telt ongeveer 90 inwoners. Bartlehiem dankt zijn naam aan een klooster dat er ooit heeft gestaan met de naam Bethlehem, later verbasterd tot Bartlehiem.

## Elfstedentocht
Bartlehiem is vooral bekend dankzij de Elfstedentocht, omdat de schaatsers het traject Bartlehiem - Dokkum heen en terug moeten afleggen. Komend uit westelijke richting vanaf Finkum via de Finkumervaart passeren de schaatsers het bekende houten fiets- en voetgangersbruggetje van Bartlehiem en slaan vervolgens linksaf om noordwaarts via de Dokkumer Ee naar Dokkum te schaatsen. Bij terugkomst slaat men linksaf in oostelijke richting via de Oudkerkstervaart, waarna het dan nog circa tien km is naar de eindstreep op de Bonkevaart in Leeuwarden. Bartlehiem is de enige plek langs de tocht waar men in drie windrichtingen Elfstedentocht-deelnemers in actie kan zien.

## Geboren in Bartlehiem
- Joop van den Berg (1941-2023), politicus

## Diversen
In 1893 werd in Bartlehiem een zuivelfabriek opgericht. Deze is in de jaren vijftig gesloten. Het pand is sinds 2010 in gebruik als woonvorm voor mensen met geheugenproblemen (Herbergier). Op de oostoever van de Dokkumer Ee is op nr. 9 Atelier/galerie "Bartlehiem" het domein van kunstschilder/tekenaar Hans Krakou.

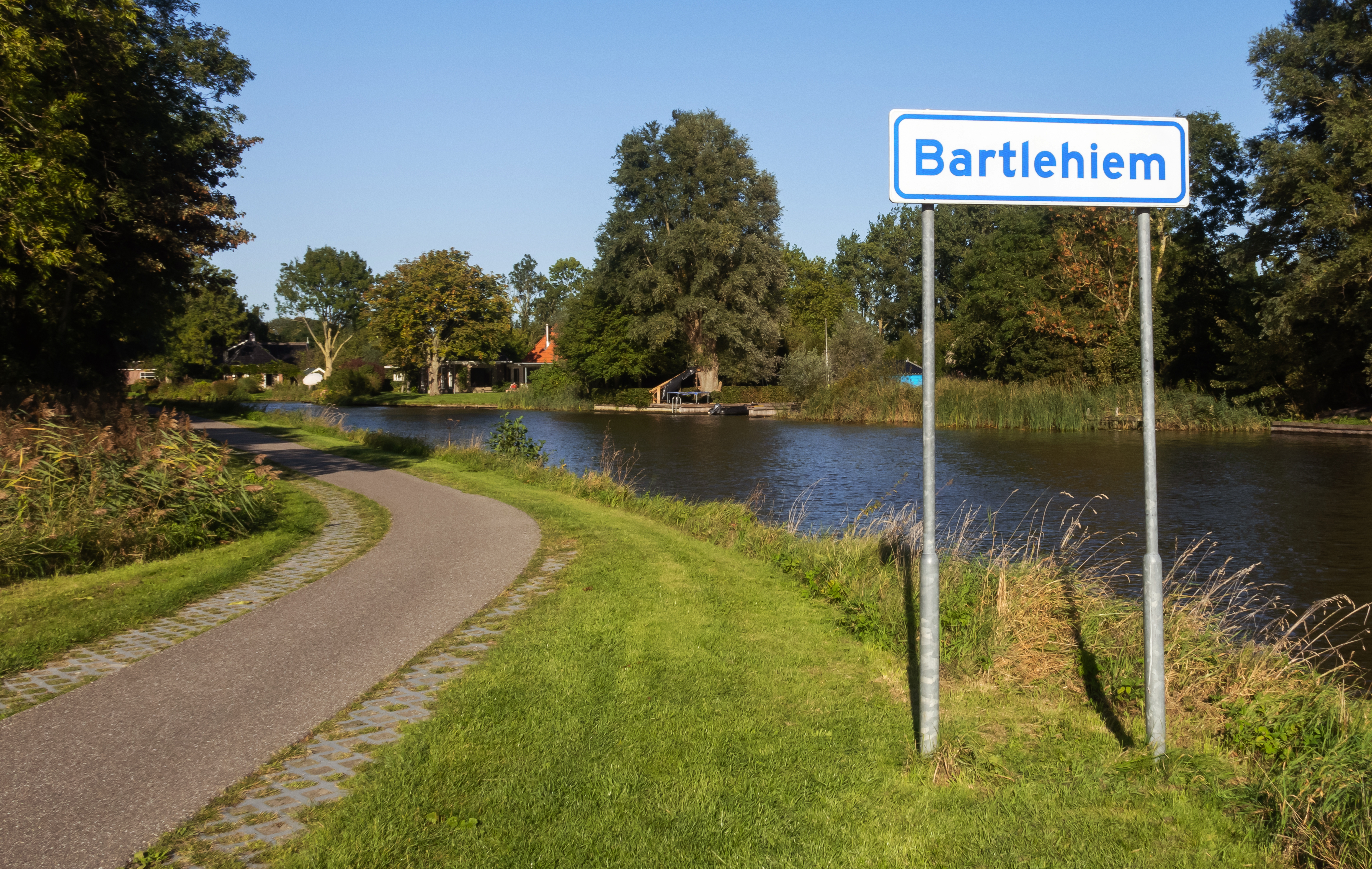
Plaatsnaambord Bartlehiem
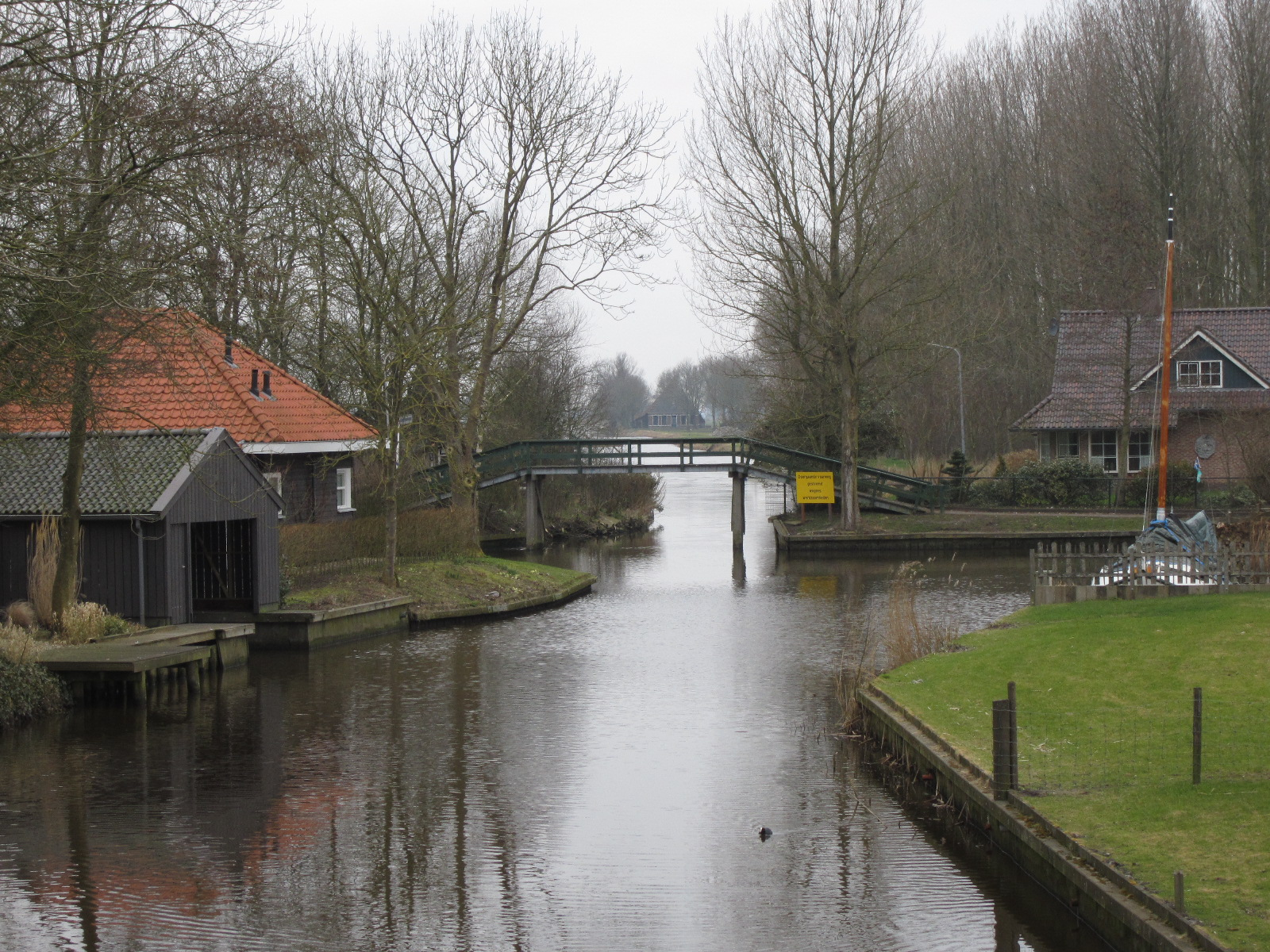
Elfstedenbruggetje
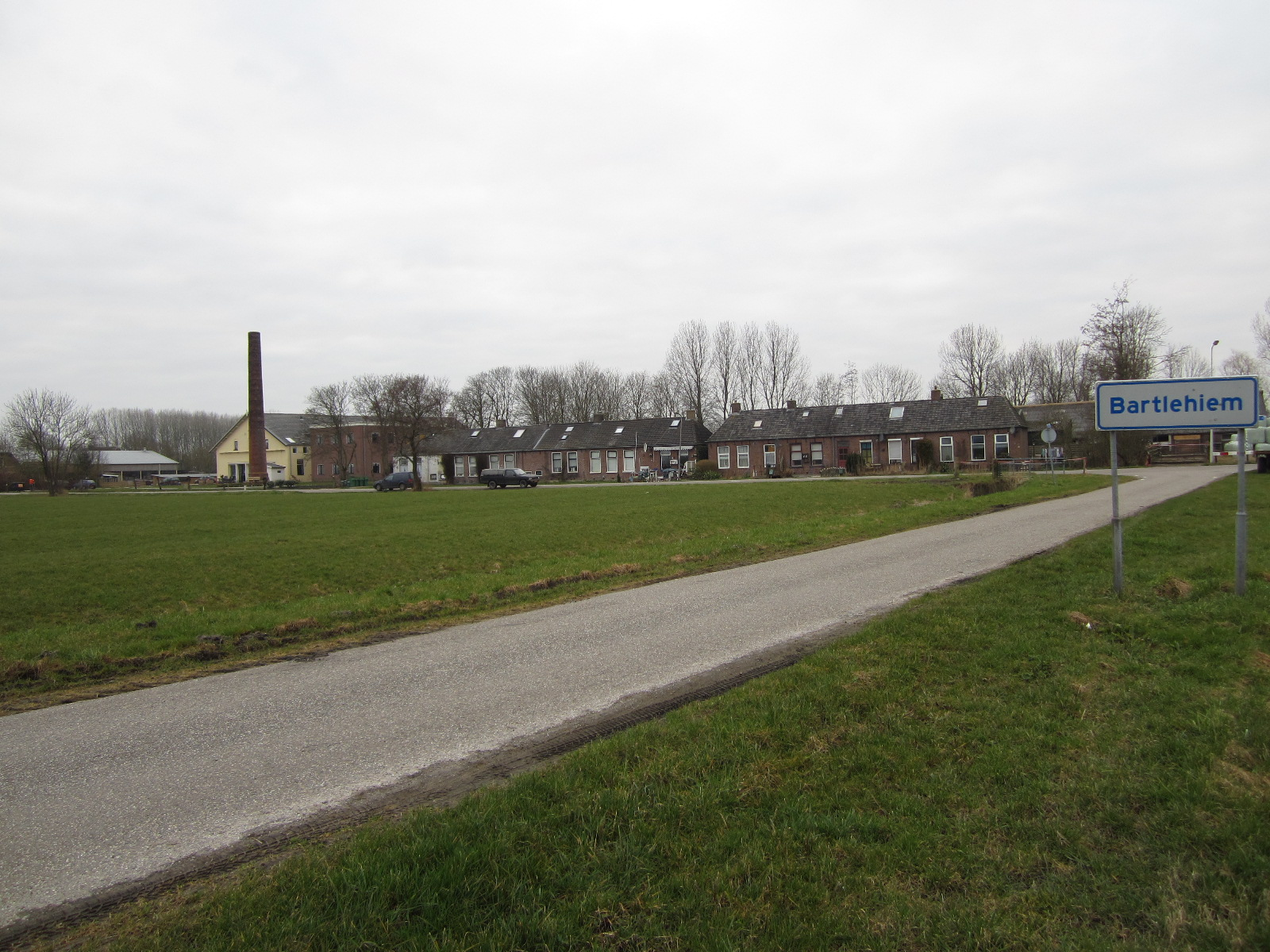
Noordzijde Bartlehiem
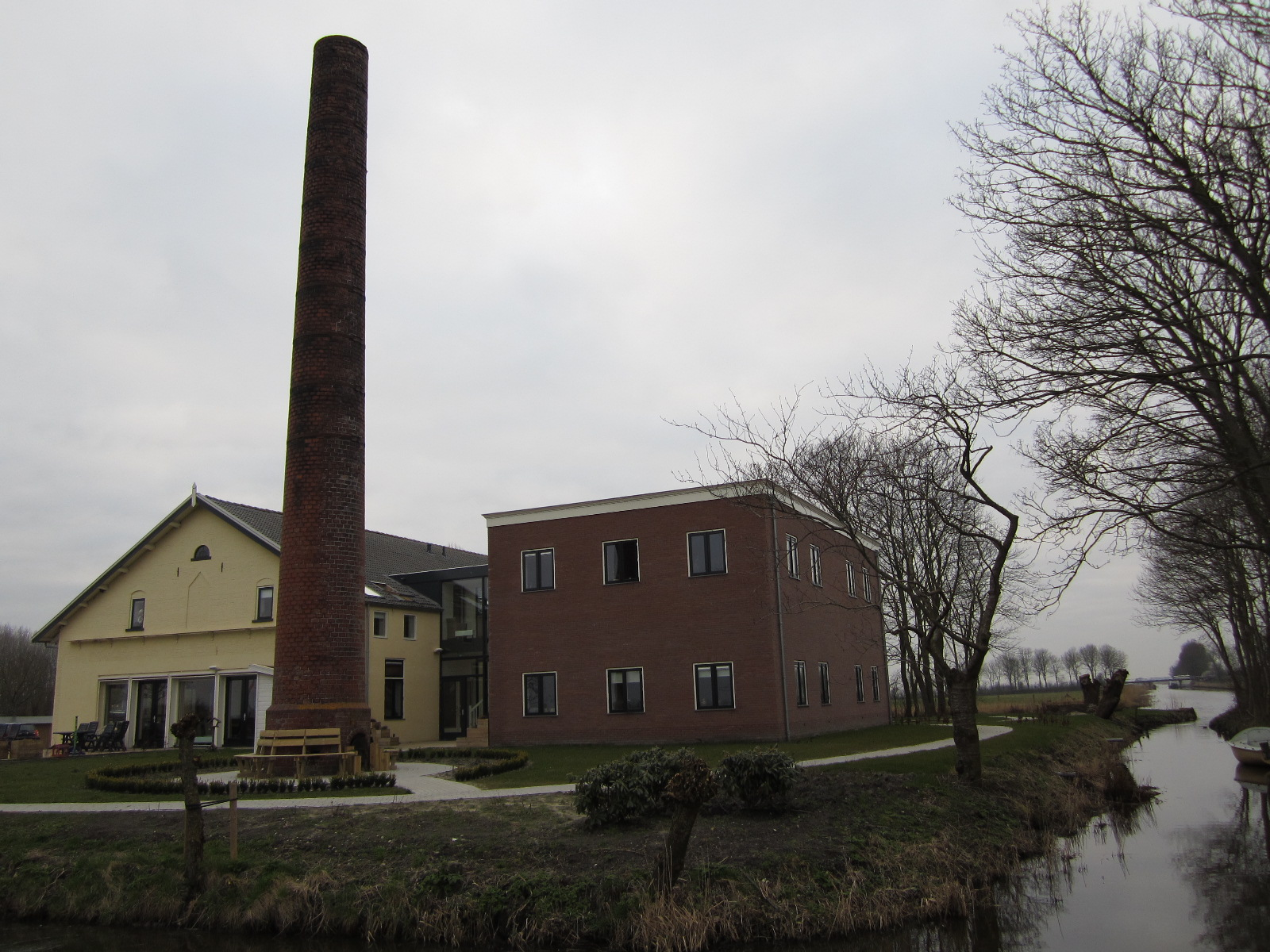
(voormalige) zuivelfabriek